# コチャバンバ水紛争
コチャバンバ水紛争（コチャバンバみずふんそう、西: Guerra del agua）は、1999年から2000年4月にかけてボリビアのコチャバンバで発生した水道事業の民営化と水道料金の値上げに対して、市民が起こした反対運動である。特に、2000年4月6日からの大規模な暴動では、都市機能が麻痺し、国際連合開発計画の報告によれば、数十人が負傷、6人が死亡した。4月10日に、民営化が撤回されたことで事態は収束した。ボリビア水戦争とも。
一般的に、開発途上国に対して先進国から突きつけられた新自由主義的政策（市場原理主義、自由化、公営企業の民営化など）に対する人民の闘いでの勝利と論じられることが多い。しかし、そのような見解は誤りだという指摘も存在する。また、水紛争は「これまでの反国家、反権力に基づく権利要求のための暴動というより、生活に必要なものを自律的に管理することを求めた新しい社会運動である」とする分析も存在する。

## 語彙
ここで「コチャバンバ市営水道局(西: Servicio Municipal de Agua Potable de Cochabamba)」は、略称の「SEMAPA」を使用する。この紛争で民衆側の抗議で中心的な役割を果たした「水と生命を守る連合(西: la Coordinadora para la Defensa del Agua y de la Vida)」は「CDAV」と表記する。同様に「国際通貨基金」は略称のIMFと表記する。

## 背景

### ボリビアの状況

#### ボリビアの政治状況
1985年、4回目のボリビア大統領の座についたビクトル・パス・エステンソロには、国内経済の抜本的な立て直しが求められていた。第1に、ボリビアはハイパーインフレーションによる深刻な経済危機に見舞われていた。第2に、かつてボリビア経済を牽引していた錫産業の急速な衰退により国営による鉱山運営は多額の赤字を生み出す存在になっていた。
ビクトル・パス・エステンソロの政権は、ジェフリー・サックスなどの北米の経済学者の助言を受け入れ、デノミネーションを実施、為替相場の自由変動制への移行、緊縮財政、公務員給与および実質賃金の削減、外国借款の返済の一時凍結などが実施された。後に「ボリビア・モデル」と呼ばれる経済政策で、危機的な状況を脱することに成功した。
1993年の大統領選挙で、ゴンサロ・サンチェス・デ・ロサーダが当選し、民族革命運動党（MNR）が政権復帰を果たした。サンチェス・デ・ロサーダは、パス・エステンソロの経済政策を引き継ぎ、数多くの国営企業の民営化を行った。
民営化された国営企業は、ボリビア石油公社、ボリビア電力公社、ボリビア国鉄、ボリビア電信電話公社、LAB航空などであった。多くは国営企業を株式化し50%をそのまま政府が保有し、残り50%を民間企業グループに売却して経営を企業グループに委ねるという方法であった。
1997年のウゴ・バンセル・スアレスが大統領に指名された。ウゴ・バンセル政権は、新自由主義政策を踏襲し、汚職撲滅、不法コカ栽培の撲滅、7%経済成長などの5カ年計画を掲げた。しかし、1999年のブラジル金融危機など近隣諸国の経済低迷の影響を受け、金融危機にも直面した。

#### ボリビアの貧困率
世界銀行の調査では、1999年11月時点でのボリビア全土の貧困率は62.7%、最貧困率は36.8%と見積もっていた。都市部は、貧困率47.0%、最貧困率21.6%。一方で農村部は貧困率81.7%、最貧困率58.8%であった。
世界銀行の調査によると、1999年のボリビアのジニ係数は、50.60であった。

#### コチャバンバの地理
コチャバンバはアンデス山脈の造山活動による褶曲でできた構造盆地の中にあり、標高は2,500m前後である。
街の中心には、ロチャ川(西: Río Rocha)が流れる。市街の南部にはタンボラーダ川(西: Río Tamborada)が流れる。また街の南東にアラライ湖(西: La Laguna Alalay)がある。
コチャバンバはケッペンの気候区分で乾燥帯のステップ気候に属し、雨季(夏期)と乾季(冬季)に分かれている。雨季にあたる12月から3月は月平均70〜100mmの降水量があり、また乾季の5月から9月は月平均5mm未満である。年間降水量は400mm程度である。
コチャバンバの北側に市街地を取り囲むようにトゥナリ山脈(西: Cordillera del Tunari)が連なっている。そのふもとには沖積扇状地が広がり、比較的緑が多い。その地下には難透水層があり、帯水層が形成されている。つまりトゥナリ山脈の降雨は、地下水となってコチャバンバ市の北部に届く。一方でこの水はロチャ川より南側へは届かない。

#### コチャバンバの人口
コチャバンバの人口は、1960年代に入ってから急激に増加した。1976年のコチャバンバ市の人口は180,000人であり、1992年には400,000人、2001年には520,000人で、周辺地域を含めると1,460,000人であった。

#### SEMPAが抱える問題
SEMAPAは公社方式として1967年に設立され、コチャバンバ市域に水道サービスを提供していた。1997年の時点で、SEMAPAは330名の職員を雇用しサービスを提供していたが、SEMAPAは水供給について深刻な問題を抱えていた。人口増加による水道未整備地域の増大により、SEMAPAによる水道サービスが受けられるのは人口の57%にすぎなかった。また水道サービスを受けている者のうち5〜10%は水道料金を未払いであった。
水道設備の老朽化や水道管からの漏水による損失もあり、週に1時間程度しか水が供給されない地域も存在した。さらに乾季には水の供給が厳しい状況であった。またコチャバンバの人口の43%はSEMPAの水道によるサービスが受けられていない状況であった。このため、コチャバンバの特に貧しい人達は、自衛のために井戸を掘削したり、貯水タンクを用意したりしていた。
一方で、SEMAPAの負債は3,000万米ドルに達していた。つまりSEMAPAは財政破たんの状況でありながら、水道設備の更新と水道未整備地域への水道管敷設が求められる状況であった。

#### ミシクニ・プロジェクト
コチャバンバで増えた水需要に応えるためにミシクニ・プロジェクト(Misicuni Multipurpose Project、略称：MMP)が1960年代より始まっていた。これはミシクニ川に「ミシクニダム」を建設し、また山間に長さ19.4kmのトンネルを掘って水路をつくり、ダムからコチャバンバ市域に水を供給することを中心としたインフラ整備計画であった。ダムの水利は飲料水と灌漑用水として利用され、また出力120MWの水力発電所を設ける計画となっていた。

### 水道事業の民営化

#### 第2回世界水フォーラムでの議論
世界水フォーラムは、「21世紀の国際社会における水問題の解決に向けた議論を深め、その重要性を広く周知させること」を目的として3年に1度、世界水の日（3月22日）を含む期間に開催される国際会議である。
2000年3月、オランダのハーグで開催された第2回世界水フォーラムでは、特に注目すべき以下の2つのメッセージが示された。
- 「統合的水資源管理」の推奨[23]
- 「フルコスト・プライシング」の推進[23]

#### フルコスト・プライシング
「フルコスト・プライシング(full-cost pricing)」または「フルコスト・リカバリー(full-cost recovery)」とは、「利用者が水の採取・集積・処理・配分と廃水の回収・処理・処分にかかる費用(コスト)を全額負担する制度」と定義されている。つまり水道事業者は水道事業にかかった全ての費用を水道料金から回収するという考え方である。そして、水事業を自由競争化・民営化を促進し、これにより水の価格は市場メカニズムを通して設定されることで水の利用効率を向上させようという狙いがある。
第2回世界水フォーラムで「フルコスト・プライシング」は明確な合意は得られなかったが、その方向性については閣僚宣言の中で合意された。

#### 国際金融機関による融資条件
1990年代には世界銀行、IMF、アジア開発銀行(ADB)などが国際融資するときの条件として水事業の自由化・民営化のためのフルコスト・プライシングを加えるようになっていた。
IMFが2000年に40カ国と締結した融資協定のうち12カ国で、水道の民営化またはフルコスト・プライシングが融資条件として課せられていた。この12カ国のうち8カ国がサハラ以南のアフリカ諸国であった。
このIMFの融資条件に対して、開発途上国は従わざるを得ない理由として、2つの大きな理由が指摘されている。第1にIMFの融資条件受入が、事実上海外投資を受けるための必要条件になっていること、第2に開発途上国への援助機関である世界銀行の融資についてもIMF融資条件の承認が条件となっていることであった。従って、開発途上国が水事業について世界銀行から支援を受ける場合には、IMFの融資条件であるフルコスト・プライシングの方針を受け入れる必要があった。

#### エル・アルトの水道事業民営化
コチャバンバの水道事業民営化が行われる直前の1997年に、ボリビア政府はラパスとエル・アルトにおける上下水道事業をフランスのスエズ社に30年間委託する契約を締結した。これはコチャバンバでの水道事業民営化と同様に世界銀行の要求に従った結果であった。

## 経緯

### SEMAPAの民営化
ボリビア政府は、経営難に陥ったコチャバンバ市の水道事業支援のため世界銀行に対して、2,500万ドルの融資を依頼した。これに対して、1998年、世界銀行はSEMPAを民間セクターに譲渡し経費を受益者に負担させること、およびミシクニ・プロジェクトはコストが掛かり過ぎるため、より低コストの代替プロジェクトを採用しなければ、再融資はできないと通告した。
1999年、ボリビア政府は、世界銀行の要求に従い、SEMAPAを民営化した。同年4月に実施された入札にはアグアス・デル・トゥナリ社(Aguas del Tunari)の1社のみが応じた。1社のみの入札は無効であったが、政府はトゥナリ社との単独交渉に応じ、結局、トゥナリ社に売却された。
アグアス・デル・トゥナリ社には、インターナショナル・ウォーター社(International Water Limited)が55%の出資を行っていた。さらにこのインターナショナル・ウォーターはアメリカの建設大手のベクテルと、イギリスのユナイテッド・ユーティリティーズが50%ずつ出資していた合弁企業であった。

### 法律2029号
1999年10月29日、水道民営化の裏付けになる法律2029号が成立した。これは、トゥナリ社との契約締結後に成立したものであった。この法律の第19条には「民間企業の上下水道事業参入」、「政府が上下水道サービス提供に民間セクターの参加を推進する」と水道事業民営化方針が示されていた。また第76条では「監督局によって許可された契約または許可なしに、井戸の掘削およびその他の形態の貯水を禁止する」としていた。

### 水道料金の引き上げ
ボリビア政府とトゥナリ社との契約では、主な条件は以下のようなものであった。
- SEMAPA民営化時に平均35%の水道料金の引き上げ[31]。
- 2002年までにさらに20%の水道料金の引き上げ[31]
- ミシクニ・プロジェクトを見直し、予算を214万米ドルに削減[31]

1999年11月1日、トゥナリ社が新しい水道料金体系を示した。商業・工業など非住居向けに5つの区分と、住居エリアが所得額別に4つの区分が用意された。最も低い所得者向けの第1階層が水道料金は固定料金と使用量12m3未満で1.8米ドル、第2階層が固定料金と使用量12m3未満で3.02米ドル、第3階層固定料金と使用量12m3未満で4.85米ドル、最も高い所得者向けの第4階層の水道料金は固定料金と使用量12m3未満で8.64米ドルであった。
最も低い所得者向けの水道料金の値上げ率は、10%程度の値上げ率で、第3と第4の階層にあたる富裕層向けの料金では、約200%の値上げになる場合も生じた。この制度は、ある程度所得分配が制度化されたものであったが、1日2米ドル以下で生活している貧困層には支払える料金ではなかった。
この水道料金には、ミシクニ・プロジェクトにかかる費用、SEMAPAの負債3,000万米ドルの返済、トゥナリ社の投下資本に対して収益16%が含まれていた。しかも料金は、米ドルと連動して上下する事が認められていた。

### 問題の表面化
法律2029号に基づくトゥナリ社の契約により、コチャバンバでのすべての水資源の独占的管理権が与えられた。結果、すべての井戸、灌漑施設、雨水の貯水に至るまでトゥナリ社の管理下に置かれ、トゥナリ社はこれらの設備に対して水道メーターの取り付けを要求した。これに対して、水販売業者、井戸掘り業者やコチャバンバ周辺の農家も反対の声をあげた。

### 「水と生命を守る連合(CDAV)」の結成
1999年10月12日、コチャバンバの農民たちの呼びかけでSEMAPA民営化反対集会が開かれた。この集会には「市民委員会(西: Comité Civico)」、労働組合、学生団体などが集まった。そこで「水と生命を守る連合(CDAV)」が組織されることになった。靴工場の労働者で、コチャバンバ県工場労働者組合(西: Federacion Departamental de Trabajadores Fabriles de Cochabamba、略称：FDTFC)の代表であったオスカル・オリビエラが責任者となった。

### 抗議活動の始まり
CDAVは、12月1日に最初の集会とデモを組織した。そして2000年1月11日までに水道料金の値下げとトゥナリとの契約破棄などを要求し、これに応じない場合は幹線道路の封鎖と無期限ストライキの実施を宣言した。
一方で、市民委員会は独自の動きを示し、CDAVの活動とは別に、1月11日、コチャバンバ市民に24時間ゼネストを呼びかけた。市民委員会は、もともとトゥナリ社との契約に賛成の立場をとっており、急進派の市民に押される形で反対運動を行っている状況であった。このようにCDAVと市民委員会という2つの抗議運動の流れができた。
市民委員会の24時間ゼネストは1月12日に解除された。CDAVの無期限ストライキに呼応したのは都市郊外と農村だけであった。
1月13日、市民委員会とCDAVの代表者が参加し、政府との交渉の場が用意された。この会議で政府は、水道料金検討委員会の設置、国家の利益に反する契約条項の見直し、契約には私有水源は含まれないことの明記などの条件を示した。しかしCDAVの代表者たちは、CDAVを支持している民衆の意見を聞かなければ合意できないとして、署名を拒否した。

### 抗議活動の拡大
CDAVは、2月4日に市の中央広場の占拠(西: La Toma de Cochabamba)の実施を予告し、広く参加を呼びかけた。
一方、ボリビア政府は、コチャバンバを占拠するために先住民が大挙して押し寄せると扇動した。また2月4日に向けて特殊安全部隊(西: Grupo Especial de Segridad)をコチャバンバに派遣し、中央広場に集結するデモ隊の侵入を阻止する体制を築いた。この部隊の配備はコチャバンバ市民の反発を招いた。
2月4日、市内各地で集会やデモが起きた。政府は妥協案を提示する一方で集会やデモ隊の排除を始めた。反発した市民は各所でバリケードを築き、警察や軍と対峙した。混乱は2月5日も続き、市民側に70人と警察官51人が負傷し、172人が逮捕された。
2月5日、コチャバンバのカトリック教会の大司教などの仲裁により、CDAV、市民委員会、政府関係者の間で、1999年10月の段階の水道料金に暫定的に戻すことなどの条件で合意した。しかし、民営化完全撤回を求めるCDAVと民営化条項の修正で良しとする市民委員会の間の対立が深まった。
CDAVは独自の住民投票運動を呼びかけ、市内150ヶ所に独自の投票箱を置いて、市民に投票を呼びかけた。この独自住民投票は3月26日に開票され、水道料金値上げ反対が99%、トゥナリ社との契約破棄に賛成が96%という結果になったことを公表した。
一方、市民委員会は3月24日に集会を開き、ここで政府へ要求する協定内容の決議が行われた。市民委員会が示した条件は、以下のようなもので、これらの条件をもってトゥナリ社と再契約するというものであった。
- 2000年12月までの料金値上げの凍結[35]
- その後は緩やかな値上げを容認する[35]
- コチャバンバ市と市民委員会の代表者が協議し、公平な水道料金体系を決める[35]
- ミシクニ・プロジェクトでの水路トンネルの完成について政府が保証する[35]

### 最終局面
市民委員会とCDAVはそれぞれ個別に4月4日のゼネストで抗議するように呼びかけた。ボリビア政府は市民委員会のみを交渉相手にすると明言していた。
4月4日、朝から、各地で道路封鎖が実施された。CDAVを支持する団体もボリビア全土で幹線道路の封鎖を実施した。
4月5日、CDAVの集会で24時間以内にトゥナリ社との契約破棄を政府に要求する提案がなされた。感情的になった集会参加者は、即時破棄を要求してこの提案を否決した。トゥナリ社を占拠すべきだと主張を先鋭化した参加者達は、トゥナリ社の事務所へ向かって行進を始めた。途中、市民委員会の事務所も襲撃し、トゥナリ社の事務所に「人民の水」という看板を掲げた。オスカル・オリビエラによれば、CDAVの指導者達は群衆の暴力を抑えるように尽力していたとしている。
4月6日、CDAVと彼らの支持者による集会やデモが続いた。大司教の仲介で、CDAVの代表と政府閣僚、県幹部、市幹部、市民委員会代表等との会議に参加したが、結局、CDAVの代表はこの話し合いから排除された。夜22時、警察はCDAVの支持者たちによる占拠に対して強制排除を始め、CDAVの指導者たちを拘束しはじめた。
4月7日、午前3時、大司教の仲裁で、拘束されていたCDAVの指導者たちの釈放が実施された。40,000人近いCDAVの主張を支持する群衆が彼らを祝福して迎えた。CDAVの支持者たちは、トゥナリ社が撤退するまで市の中央広場を占拠し、道路封鎖を継続することを決定した。警察は再び、CDAVの指導者達の逮捕をはじめた。
4月8日、朝、政府は「今回の暴動は麻薬ギャングの扇動」と表明し、戒厳令を発した。これを受けてボリビア軍が出動した。軍はテレビ・ラジオを統制し、マスメディアから市民への情報を遮断した。コチャバンバの民衆は抵抗を激化させ、市庁舎を襲撃し、ゲリラ戦の様相を呈した。このとき17歳の青年が射殺された。
4月9日、暴動が収束しないのをみた政府は、CDAVとの話し合いに応じることを受け入れた。同日、ボリビア政府の代表とオスカル・オリビエラの会談が実現した。オスカル・オリビエラは、トゥナリ社との契約を白紙撤回することを要求した。
4月10日、政府代表とCDAVとの間で協定書が交わされた。協定書はSEMAPAがコチャバンバの水供給に責任を持つこと、SEMAPAの運営についてコチャバンバ市、CDAV、SEMAPAの労働組合からそれぞれ2名ずつ代表とした参加する暫定理事会を設置すること、法律2029号の修正が盛り込まれた。4月13日に国会が臨時招集され、協定書を承認した。またトゥナリ社との契約解除を証明する書類が提示されたことをうけて、蜂起した民衆たちは道路封鎖の解除に応じた。
4月20日、ウゴ・バンセル大統領は戒厳令を解除し、国民に対して謝罪した。

## 紛争後

### 世界銀行に対する抗議活動
2000年4月、ワシントンD.C.で開かれた世界銀行の年次総会に合わせて、水道事業民営化支援に反対するデモ集会が開かれた。このデモ集会に、オスカル・オリビエラが招待され、討論会に出席した。

### その後のボリビア社会の情勢
コチャバンバ水紛争は、農民と都市で働く労働者たちの団結を生み出した。2000年9月、10月には政府のコカ栽培撲滅政策に反発した農民たちを中心に、幹線道路の封鎖および軍警察との衝突がボリビア全土で発生した。これは長期間におよび、ボリビア国内の経済活動に深刻な影響を与えた。
2002年の大統領選挙は、2度目を狙うゴンサロ・サンチェス・デ・ロサダが得票率22.46%で、辛うじて勝利した。しかし、先住民系の候補者であったエボ・モラレスが予想に反して2位(得票率20.94%)に躍進した。
2003年、天然ガスのパイプラインの建設計画を発端としたボリビアガス紛争が発生した。警察と反対派住民の衝突が激化し、ラパスの都市機能が完全に麻痺した。サンチェスは2003年10月17日に辞任に追いまれ、国外に脱出した。2005年の選挙で、先住民初となるエボ・モラレスが大統領の座についた。

### SEMAPAの運営改革
トゥナリ社はコチャバンバの水道事業からの撤退を余儀なくされ、SEMAPAはコチャバンバ市の管理下に戻った。CDAVはコチャバンバ市および労働組合とともに暫定理事会に参加することになった。
CDAVは、理事の過半数を市民から選出すること骨子としたSEMAPAの規約改正案を提案した。しかし、コチャバンバ市により阻止された。厳しい交渉が続いたが、2001年10月に、理事会の定員7名のうち3名をコチャバンバ市の北地区、中央地区、南地区からそれぞれ1名ずつ無記名の住民投票で選出される規約改定がなされた。

### 新規投資
民主化した理事会による運営になったSEMAPAであったが、旧組織から引き継いだ巨額の負債を抱えていた。このため都市の拡張に合わせた新規水道の敷設を行うにしても、漏水を減らすための既存施設の更新を行うにしても、国際金融機関からの借入が必要であった。
民営化に反する選択を行ったSEMAPAに国際金融機関が融資することは難しいと考えられていたが、2003年に米州開発銀行(BID)が融資を決定した。第一期融資には380万米ドルが用意されることになったが、融資条件は厳しかった。まず使途は職員の能力開発、漏水対策、経営改革に限定された。また経営改革に関する融資の40%は、米州開発銀行が選定したコンサルタント企業が実施する能力開発プログラムへの支払いに充てることが制約として加えられた。第二期融資として南地区への水道拡張のために1,300万米ドルの融資する予定であるが、第一期融資の事業が完了しない限り融資が実行されないとする条件が付与された。

### 補償問題
公共事業が民営化され、そこに世界銀行などが融資を実施する場合は、政府に対して補助金や有利な税制（一定期間の税免除や建設費や運営費の税還付など）の適用などを求めた。さらに政府に対して債務保証と一定の利潤保証が求められた。コチャバンバの水道事業においてもアグアス・デル・トゥナリ社に一定の利潤が確保できることをボリビア政府が保証する条項が含まれていた。
2001年11月、アグアス・デル・トゥナリ社は、ボリビア政府の契約破棄に伴う損害賠償を求め、投資紛争解決国際センター(ICSID)に仲裁の申し立てを行った。契約破棄で失ったとした2,500万米ドルの支払いをボリビア政府に求めた。これは、アグアス・デル・トゥナリ社の株主であったインターナショナル・ウォーター社が本社を置くオランダとボリビアとの間に締結されていた、二国間投資協定(BIT)を利用したものだった。
これに対して、CDAVなどはICSIDに対して、審理と関係文書の公開を求める要望書を提出した。またこの要望書では「世界銀行はベクテル社とボリビア政府との間の紛争に関与すべきではない。世界銀行は融資条件として水道事業民営化を強制した当事者だからである」と主張した。
2002年4月23日、オスカル・オリビエラとその支援者たちは、サンフランシスコにあるベクテル社の本社に抗議のため訪問した。オスカル・オリビエラは「2,500万米ドルあれば、12万5000人の人達に水を届けることができる」と声明を発表した。
2005年12月、ボリビア政府とアグアス・デル・トゥナリ社との間で和解が成立したことを公表した。和解では、アグアス・デル・トゥナリ社が2,500万米ドルの損失を放棄することに合意した。

## 紛争の影響

### 反グローバリズム・反新自由主義
1980年代から始まった新自由主義政策の世界的展開により、生活に必要なものが公共物から私的所有物に転化し、商品化される傾向があった。コチャバンバ水紛争は、新自由主義的なグローバリズムに対する抵抗の出発点であると、一般に認識されている。
それまでも途上国の資源が多国籍企業に搾取されるという議論があったが、水紛争に前後して水資源も多国籍企業によって支配されているという主張が登場した。論文や解説記事、ルポルタージュなどに限らず、映画の題材としても、このコチャバンバでの水紛争や水資源の争奪戦と、グローバリズムや新自由主義という観点から扱われた(後述)。

### インターネット等の新メディアの活用
コチャバンバにあったアメリカの社会活動組織「デモクラシー・センター」で活動していたジム・シュルツ(Jim Shultz)は、トゥナリ社を実効支配しているのがアメリカのベクテル社であることを調べあげた。シュルツは、コチャバンバで起きていた民衆への当局の鎮圧の様子をインターネットを通じて世界に発信し、ベクテル社は撤退すべきだと主張した。
一方、政府側も群衆の暴動の様子を家庭用ビデオカメラで撮影し、これをテレビ放送することで暴動鎮圧の正当性に利用していた。

## 紛争の論点

### ベクテル社の主張
ボリビア政府との和解が成立した2005年、コチャバンバ水紛争に関してトゥナリ社によるSEMAPAの運営がコチャバンバの市民の利益になるものであったとの主張を公表した。
- 民営化前のSEMAPAの水道料金は、水の消費量が多いほど1m3あたりの単価が下がる料金体系になっていた[46]。
- 水の消費量が多い利用層は、富裕層、大規模商業施設、大規模経営の農家などで、彼らがこの料金体系の恩恵を受けていた[46]。
- 一方で、SEMAPAは水道による水供給ができず、貧困層は「タンケーロ(Tanquero)」と呼ばれる水販売業者から水を買う必要があった[46]。
- 「タンケーロ」の販売する水およびその水源は衛生当局による管理や水質検査の対象ではなく、衛生状態に不備があった[46]。
- SEMAPAから水道を引いている比較的裕福な家庭は、1m3あたり0.6米ドルを支払っていたのに対して、水道が引かれておらず民間の水販売業者から水を買っていた貧困層は、1m3あたり1.75〜3.0米ドルを支払っていた[46]。

### 新自由主義に対する勝利論
バーミンガム大学、公共政策学部(School of Public Policy)のアンドリュー・ニクソンらは、水紛争が「新自由主義に対する勝利だ」という解釈は誤りだと主張している。アンドリュー・ニクソンらは、「分析によると、今回の水道民営化の計画では、短期的にみても、長期的に見ても最貧困層が利益を得ることができた」と主張している。理由は、「最貧困層は、SEMAPAから水道の供給を受けておらず、民間の水販売業者から高価で不衛生な水を買う状況にあり、SEMAPAの値上げによって水道水を不正に購入して高値で転売していた業者を排除し、設備の更新と水道網の新設で最貧困層へ直接水道を供給できるようになったはずだ」とした。
このように貧困層にとって利益があった計画にもかかわらず、反発を受け、水紛争が発生してしまった原因として、アンドリュー・ニクソンらは、以下のような要因をあげている。
- 民営化による市民が得る利益について理解が進まなかったこと[52]
- 民間の水道事業者、井戸掘削業者、水道料金の不払い者など既得権益層を短期に排除しようとしたこと[52]
- 理解の進まないまま、2000年1月に値上げを実施したこと[52]

さらに、このような要因を生み出したのはボリビア政府の「行政システム」に欠陥があったからだと指摘した。具体的には、以下のような点が挙げられるとした。
- 水道民営化に対してコチャバンバ市民への説明がほとんどなされず、トゥナリ社への売却経緯に透明性が欠けたこと[53]
- 水道料金の新制度への移行時期が不適切で、移行期の不満を無視して新制度を強行したこと[53]
- 旧来の水供給の仕組みを理解せず、また新制度に統合する努力を怠ったこと[53]
- 水道料金の値上げを徐々に導入し、サービス改善と合わせて逐次実施すべきであったが、一度に値上げ実施をしようとしたこと[54]
- これらの問題解決および住民との間で調停できるような人材育成を怠ったこと[54]

### 「国際連合開発計画」のレポート
国際連合開発計画は「人間開発報告書」の2003年版で、コチャバンバ水紛争について取り上げた。この中で、紛争の発生原因は、「多額の費用のかかるミシクニ・プロジェクトの費用を受益者から前もって徴収するために大幅な水道料金の引き上げを実施しようとしたこと」でアナリストの多くが一致しているとした。また民営化移行時の問題点として以下の3点をあげた。
- 水道料金の値上げが必要な理由を政府が説明すること[1]。
- 富裕層と貧困層でわけた戦略的な水道料金体系の設定（場合によっては貧困層に水を無償提供するなど）[1]。
- 水道料金の引き上げは、一度に実施するのではなく段階的に行うべきであった[1]。

### エボ・モラレス政権との関係
この水紛争から始まり、2003年のガス紛争を経て、2005年のボリビア大統領選挙で先住民のエボ・モラレスが勝利したという一連の流れは、新自由主義的なグローバリズムに対する新たな社会運動の勝利だとする見方が一般的である。しかし、評論家の廣瀬純は、「エボ・モラレス大統領の誕生と、水紛争で起こった住民運動とを直接結びつけることはできない」、「エボ・モラレスおよび彼が率いる左派政党『MAS』は、むしろ(水紛争で登場した)新しい社会運動とは対決する位置にある」と指摘した。
大統領選挙を控えた2005年11月、CDAVがエル・アルトで初の全国大会を開いた。このとき、CDAVのオスカル・オリビエラは「新たな社会運動を創出し、水に限らず、電気やゴミ処理の管理方法など生活に不可欠なものの管理方法について根本的に見直すように新政権に働きかける。(自分たちの運動は)どの政党にも属さない」と述べた。廣瀬はこの発言に「(アメリカに反発し、フィデル・カストロやウゴ・チャベスへ接近をはかる)エボ・モラレスは、いわば『反グローバライゼーションによる連合』あるいは『オルタナティブ・グローバライゼーション』と呼べるような、アメリカ抜きのラテンアメリカの地域連携を目指し、CDAVに見られる新しい社会運動を『従属』ないしは『吸収』しようと試み続けており、(オスカル・オリビエラの発言は)新しい社会運動側からのモラレスへの回答である」とみた。

### 新しい社会運動
また廣瀬は、コチャバンバ水紛争で反対運動を繰り広げた民衆たちが組織した団体CDAV(西: la Coordinadora para la Defensa del Agua y de la Vida)と名付けた際に「Coordinadora（「連係」、「調整」、「調停」の意味）」と彼らが選んだ点に着目した。
1980年代から1990年代にかけてボリビアで徹底的に推し進められた新自由主義的改革により、国営鉱山の労働者は解雇され、職を失った多くは新たな職を求めて国内移住をすることになった。また、これによりボリビア政治で大きな影響力を持っていた旧来の労働組合が弱体化し、政治的影響力を急速に失っていった。
廣瀬は、単にボリビアでの出来事を「戦争(あるいは紛争)」という言葉だけで事態を見ると、本質を誤ると指摘した。つまりコチャバンバやその後のボリビアでの事態は、「資源の再国有化」のための運動ではなく、「Coordinadora」という言葉が示すように水道、電気、ゴミ処理など生活に必須の事業について、住民の積極的な参加によるシステムの再構築への過程であった。

## コチャバンバ水紛争を題材にした映像作品

### ドキュメンタリー作品
- 『ザ・コーポレーション(原題：The Corporation、2003年)』

カナダのドキュメンタリー映画。コチャバンバ水紛争での民衆と警察・軍との衝突の映像の他、オスカル・オリビエラへのインタビューが収められている。
- 『ブルー・ゴールド 狙われた水の真実』(原題：Blue Gold、2008年)

モード・バーロウ、トニー・クラークが執筆した『Blue Gold』を映像化したドキュメンタリー映画。コチャバンバ水紛争での民衆と警察・軍との衝突の映像の他、オスカル・オリビエラへのインタビューが収められている。
- 『叛乱者たち』(原題：Insurgentes、2012年)

18世紀のトゥパク・カタリによる植民地主義に対する反乱から、コチャバンバ水紛争やボリビアガス紛争における反発と先住民初の大統領エボ・モラレスの誕生までを描いたボリビアにおけるグローバル化への抵抗を描いた歴史ドキュメンタリー映画。監督・脚本はボリビア人のホルヘ・サンヒネス。

### フィクション
- 『007 慰めの報酬』 (原題：007 Quantum of Solace、2008年）

環境保護を訴える人物が、実はボリビアの豊富な天然資源利権を狙う組織の一員で、ボリビアでの利権を巡る暗闘が作中で描かれているが、これはコチャバンバ水紛争をヒントにしたものである。
- 『雨さえも』 (原題：También la lluvia、2011年)

日本では2011年9月、第8回ラテンビート映画祭で初公開。2013年に「ザ・ウォーター・ウォー」のタイトルで劇場公開およびDVD販売がなされた作品。映画の最後のクレジットに「水紛争にインスパイアされたものである」と明記されている。しかし、この映画はボリビア人の知識階級から「ボリビア映画『鳥の歌』の盗作」「水戦争を単なる先住民の反発に貶めている」と激しく批判された。